# 摩天東帝市
24°59′33″N 121°30′59″E / 24.9924706°N 121.5163339°E
摩天東帝市位於臺灣新北市中和區，為新北市著名高樓地標，是臺灣第六高住商混合型集合住宅大廈群社區。地上最高41層，地下6層，矗立於台64線東西向快速公路景平路旁，與旁邊的天空之城住宅大樓共同構成壯觀的天際線。社區規模龐大，有A至F六座:205，共有一千三百餘戶，公共事務管理不易，建成之初因建商換手，導致公共區域財務問題欠繳公共設施電費遭斷電。2001年起成立管理委員會後，公共管理已恢復正常。
2020年通車的臺北捷運環狀線於摩天東帝市前方設置景平站。

## 外部連結
- 中和摩天東帝市社區網站
- 摩天東帝市照片 （页面存档备份，存于）